# Аввад Хамид аль-Бандар
Авва́д Хамид аль-Бандар (2 января 1945 — 15 января 2007) — иракский политический деятель. Председатель Революционного суда Ирака, выдавшего смертные приговоры в отношении 143 жителей Эд-Дуджейль, после неудачной попытки покушения на президента Ирака Саддама Хусейна 8 июля 1982 года. Арестован после падения Багдада во время вторжения войск коалиции в Ирак в 2003 году и предан суду. Казнен по решению иракского трибунала.

## Биография
Аввад Хамид аль-Бандар родился 2 января 1945 года. При Саддаме Хусейне занимал должность председателя Революционного суда Ирака.
8 июля 1982 года на трассе, проходившей рядом с селением Эд-Дуджейль неподалёку от Багдада, где в основном проживают шииты, неизвестными боевиками было совершено неудачное покушение на президента Ирака. Это была месть местных жителей за казнь в 1980 году шиитского духовного лидера Мухаммеда Бакр ас-Садра, выходца из этих мест. Саддам Хусейн чудом остался жив, погибли 11 его телохранителей. В результате были арестованы сотни жителей деревни, из которых 250 человек пропали без вести, 1500 попали в тюрьму, а 143 из них (все мусульмане-шииты) приговорены Революционным судом Ирака под председательством Аввада Хамида аль-Бандара к расстрелу: за организацию, исполнение и недоносительство о покушении на главу государства. Арестованных лишили имущества, снесли их дома и сослали в пустынные районы на юго-западе страны. Оставшимся в живых разрешили вернуться обратно только спустя четыре года.
Арестован после падения Багдада во время вторжения войск коалиции в Ирак в 2003 году.

## Трибунал
Американцы передали Аввада Хамида аль-Бандара временному правительству Ирака, а 1 июля 2004 года он предстал вместе с бывшим президентом и ещё девятью баасистами перед Специальным иракским трибуналом. 19 октября 2005 года он предстал перед судом по делу Эд-Дуджейль. На первом судебном заседании Аввад Хамид аль-Бандар не признал себя виновным. На следующий после первого заседания день Саадун аль-Джанаби, один из двух адвокатов подсудимого Аввада Хамида аль-Бандара, был похищен из собственного дома вооружёнными людьми в масках и форме иракских полицейских. Несколько часов спустя его труп с двумя огнестрельными отверстиями в голове нашли в городе Ур. 5 ноября 2006 года Аввад Хамид аль-Бандар был приговорён к смертной казни через повешение вместе с Саддамом Хусейном и Барзаном Ибрагимом аль-Тикрити.

## Казнь
15 января 2007 года в 3 часа утра (полночь по UTC) бывший председатель Революционного суда Ирака Аввад Хамид аль-Бандар и бывший глава иракской разведки Барзан Ибрагим аль-Тикрити были тайно повешены в том же месте, что и бывший президент на глазах членов правительства, судьи, прокурора, врача и телеоператора. Оба бывших чиновника взошли на эшафот одновременно. Казнь двух соратников Хусейна, как и казнь Саддама Хусейна, снималась на видео.
Обоих сподвижников бывшего главы государства должны были казнить вместе с Саддамом. Их якобы уже вывели из тюрьмы и было приказано сказать о своём последнем желании, но в последний момент иракское правительство во главе с Нури аль-Малики приняло решение сперва повесить бывшего диктатора в канун священного мусульманского праздника, сделав из этого громкое событие. Однако из-за серьёзного инцидента (Во время казни Барзан был обезглавлен) плёнку с казнью не продемонстрировали. Чтоб убедить всех в исполнении смертного приговора, иракское руководство пригласило несколько журналистов просмотреть видеозапись экзекуции.
Двоих осуждённых похоронили в деревне аль-Ауджа рядом с могилой бывшего президента, тем самым, выполнив их последнюю просьбу. «Они похоронены в саду у дома, где покоится Саддам Хусейн», — сообщил позже заместитель губернатора провинции Салах-ад-дин.

## Реакция на казнь

### В России
Официальный МИД России осудил казнь двух соратников Саддама Хусейна: «Казнь двух соратников бывшего президента Ирака, равно как и казнь самого Саддама, не способствует стабилизации ситуации в этой стране. К нормализации обстановки в Ираке может привести только широкий общеиракский диалог. В нем должны участвовать все политические и этноконфессиональные группы при поддержке соседних государств, включая Сирию и Иран».

### В Великобритании
В ответ на вопрос о том, какова реакция премьер-министра страны Тони Блэра на неудачную казнь в Ираке, тот заявил: "Что касается смертной казни в Ираке, наша позиция по смертной казни хорошо известна, и мы внесли эту позицию до сведения иракского правительства вновь после смерти Саддама Хусейна. Однако Ирак является суверенным государством, и поэтому у него есть право в соответствии с международным правом решать свою политику в отношении смертной казни ".

### ЕС
Глава Европейской комиссии Жозе Мануэл Баррозу, комментируя последние события, заявил: «Ни один человек не имеет права отнимать жизнь у другого человека» — и призвал к всеобъемлющему запрещению смертной казни.